# Комар, Анатолий Николаевич
Анатолий Николаевич Комар (12 (25) декабря 1909, Киев — 26 октября 1959, Киев) — советский инженер-строитель, академик Академии строительства и архитектуры УССР (с 1956 года; в 1956—1959 годах — ее президент) и Академии строительства и архитектуры СССР (с 1957 года).

## Биография
Родился 12 (25 декабря) 1909 года в Киеве. В 1934 году окончил Днепровский инженерно-строительный институт в Запорожье. Работал на заводе «Запорожсталь», металлургических предприятиях Урала, в строительных организациях Украины. Член ВКП (б) с 1940 года.
Основные труды по вопросам организации и механизации строительства. Депутат Верховного Совета УССР 5-го созыва. Награжден двумя орденами Ленина, другими орденами, медалями.
Умер 26 октября 1959 года. Похоронен в Киеве на Байковом кладбище.